# Comuna Ludoș, Sibiu
Ludoș (în maghiară Nagyludas, în germană Grosslogdes) este o comună în județul Sibiu, Transilvania, România, formată din satele Gusu și Ludoș (reședința).

## Demografie
Componența etnică a comunei Ludoș
     Români (88,36%)
     Romi (1,88%)
     Alte etnii (2,4%)
     Necunoscută (7,36%)
Componența confesională a comunei Ludoș
     Ortodocși (86,82%)
     Evanghelici luterani (2,23%)
     Alte religii (2,91%)
     Necunoscută (8,05%)
Conform recensământului efectuat în 2021, populația comunei Ludoș se ridică la 584 de locuitori, în scădere față de recensământul anterior din 2011, când fuseseră înregistrați 746 de locuitori. Majoritatea locuitorilor sunt români (88,36%), cu o minoritate de romi (1,88%), iar pentru 7,36% nu se cunoaște apartenența etnică. Din punct de vedere confesional, majoritatea locuitorilor sunt ortodocși (86,82%), cu o minoritate de evanghelici luterani (2,23%), iar pentru 8,05% nu se cunoaște apartenența confesională.

## Politică și administrație
Comuna Ludoș este administrată de un primar și un consiliu local compus din 9 consilieri. Primarul, Ilie Berghezan[*], de la Partidul Național Liberal, este în funcție din 2004. Începând cu alegerile locale din 2024, consiliul local are următoarea componență pe partide politice:
|  | Partid                    | Consilieri | Componența Consiliului | Componența Consiliului | Componența Consiliului | Componența Consiliului | Componența Consiliului | Componența Consiliului | Componența Consiliului | Componența Consiliului |
|  | ------------------------- | ---------- | ---------------------- | ---------------------- | ---------------------- | ---------------------- | ---------------------- | ---------------------- | ---------------------- | ---------------------- |
|  | Partidul Național Liberal | 8          |                        |                        |                        |                        |                        |                        |                        |                        |
|  | Partidul Social Democrat  | 1          |                        |                        |                        |                        |                        |                        |                        |                        |

## Primarii comunei
- 1996[8] - 2000 - Fara Ioan, de la PDAR
- 2000[9] - 2004 - Fara Ioan, de la PD
- 2004[10] - 2008 - Berghezan Ilie, de la PSD
- 2008[11] - 2012 - Berghezan Ilie, de la PSD
- 2012[12] - 2016 - Berghezan Ilie, de la USL
- 2016[13] - 2020 - Berghezan Ilie, de la PSD

## Personalități născute aici
- Victor Smigelschi (1856 - 1918), profesor, preot greco-catolic;
- Vasile Smigelschi (1864 - 1944), preot greco-catolic;
- Octavian Smigelschi (1866 - 1912), artist plastic;
- Nicolae Nan (1935 - 2021), politician;
- Mihai Albu (1938 - 2017), baschetbalist;
- Ilie Muțiu (1944 - 2007), cântăreț de muzică populară.

## Imagini

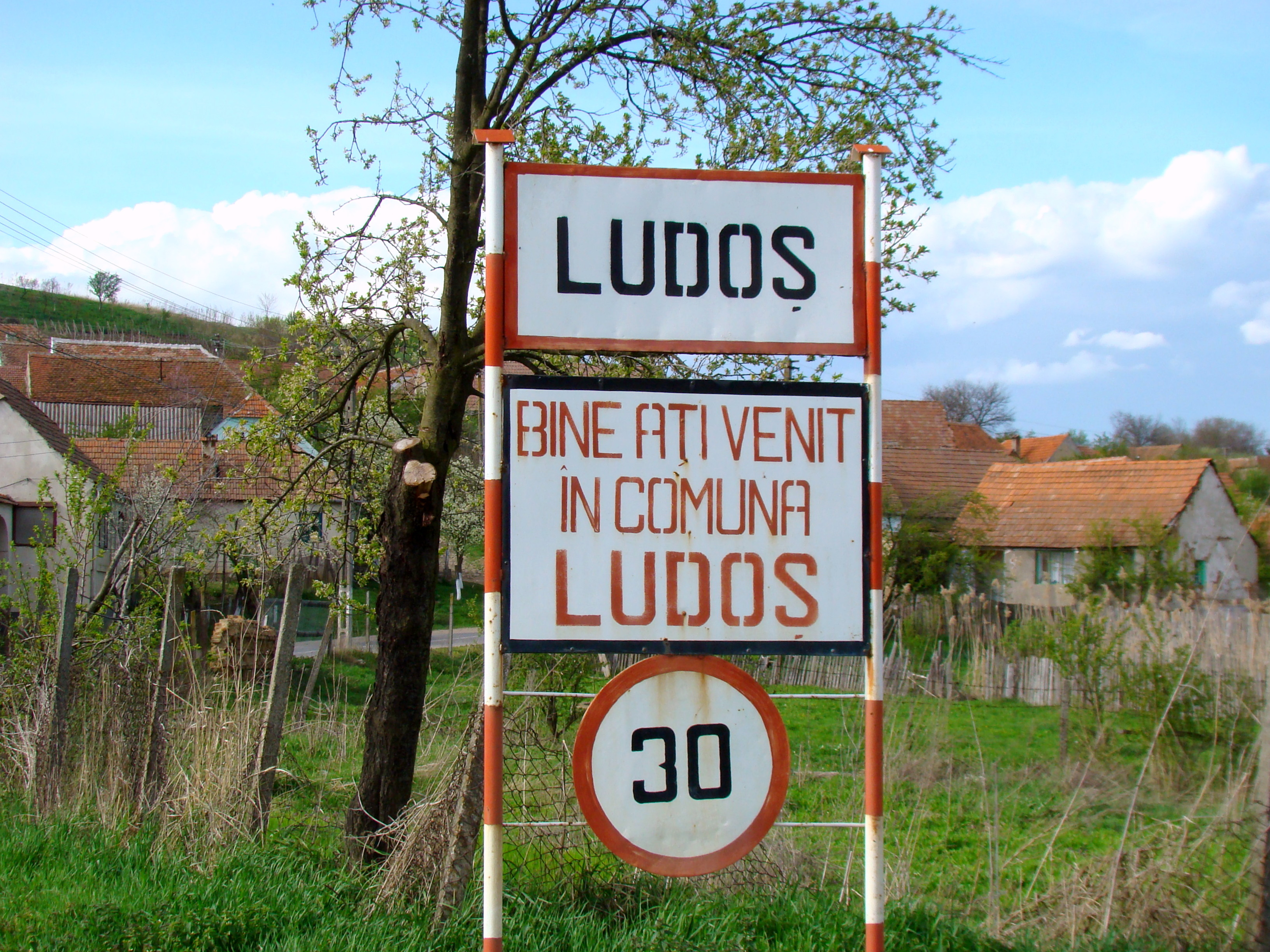
Intrarea în localitate
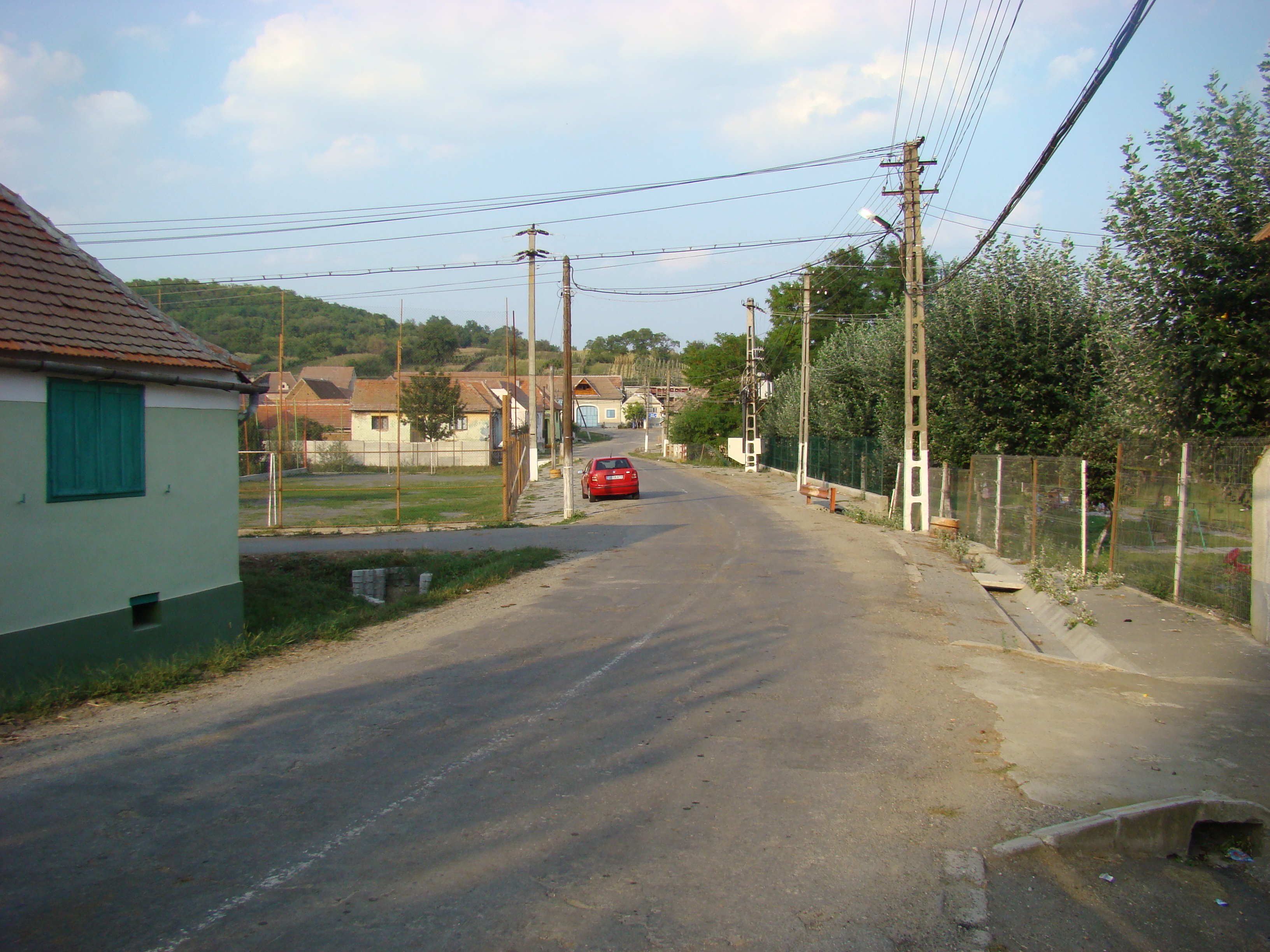
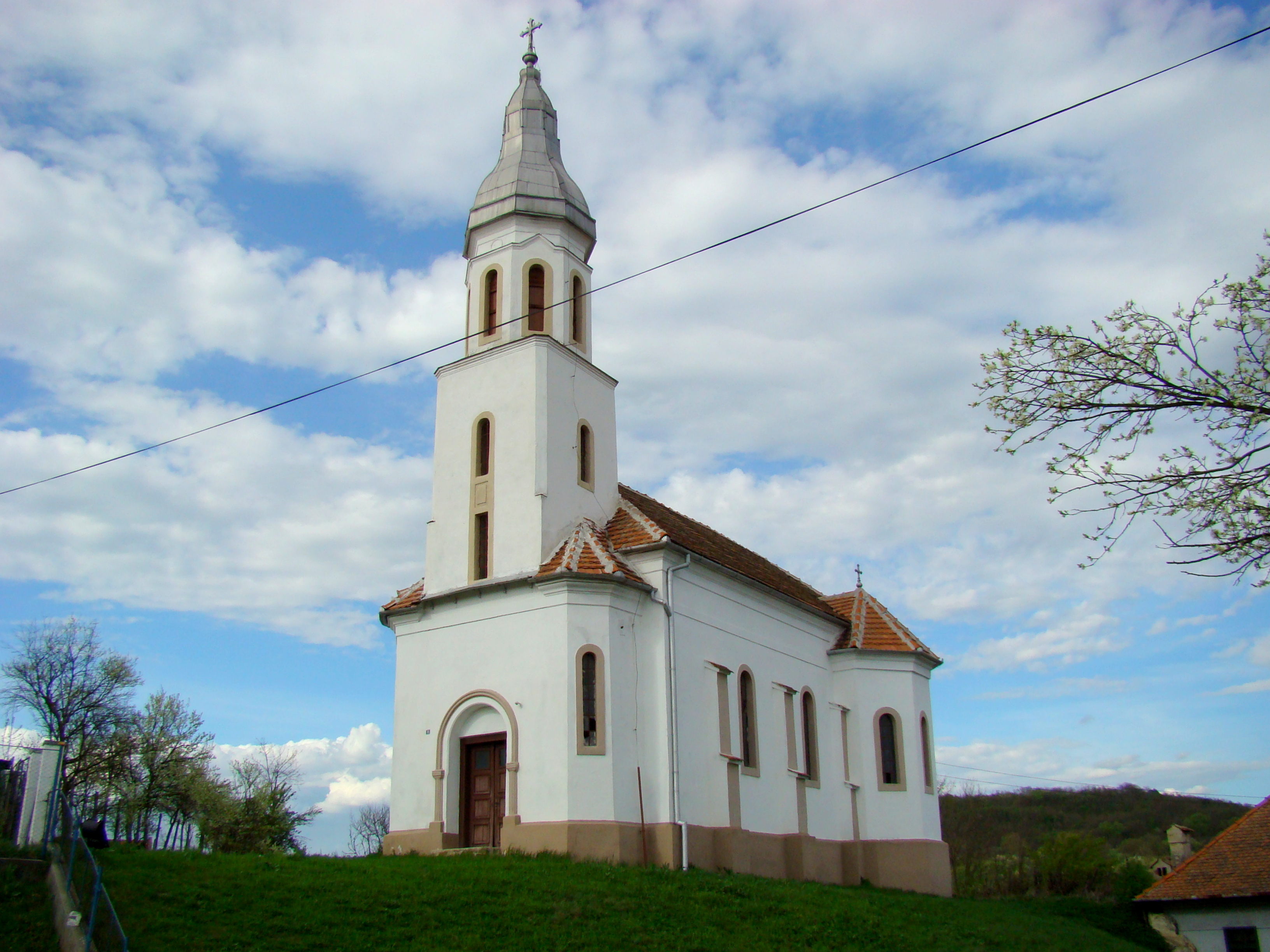
Biserica „Sfântul Ioan Botezătorul”
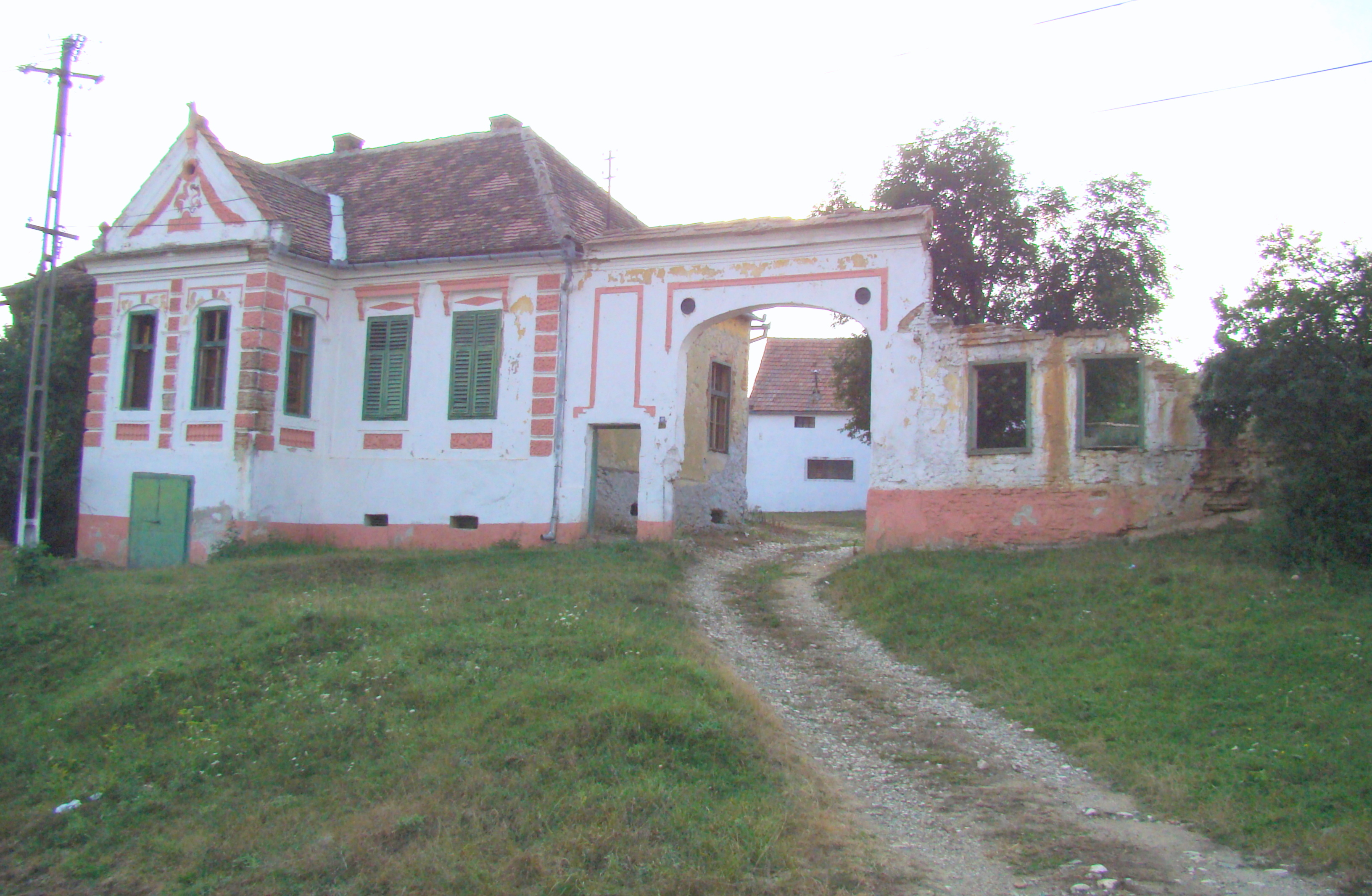
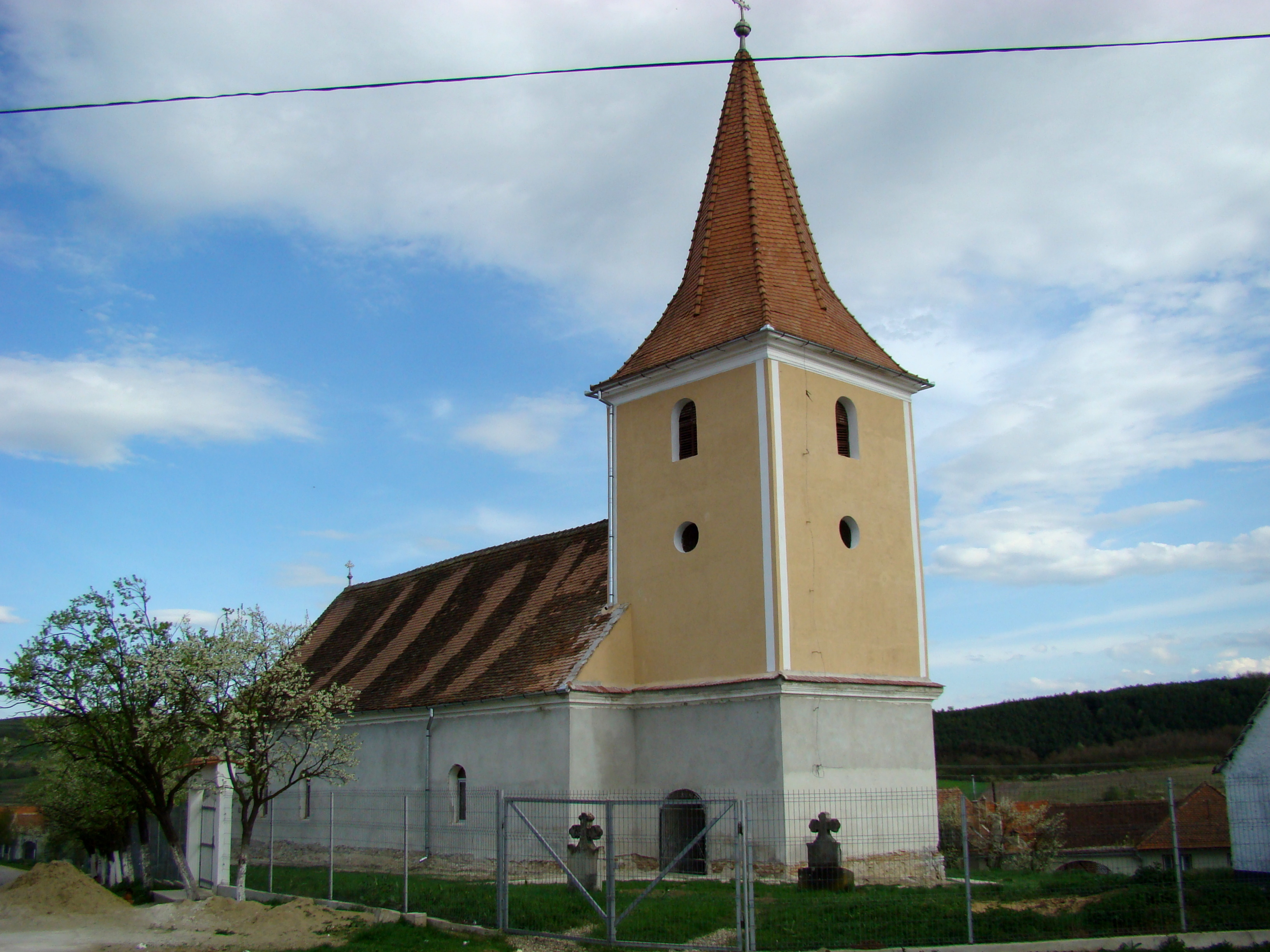
Biserica „Sfântul Mare Mucenic Gheorghe”
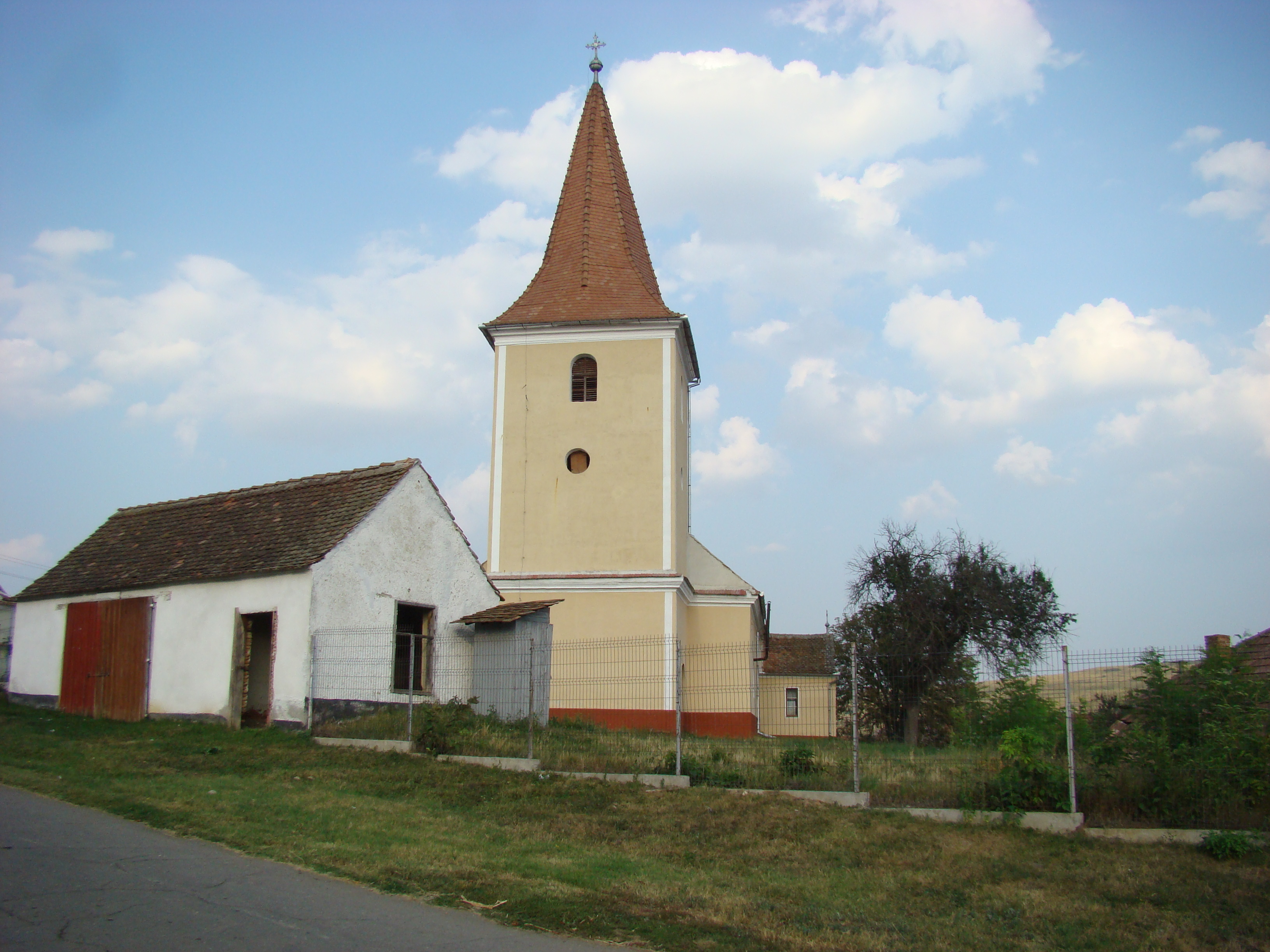
Biserica „Sfântul Mare Mucenic Gheorghe”
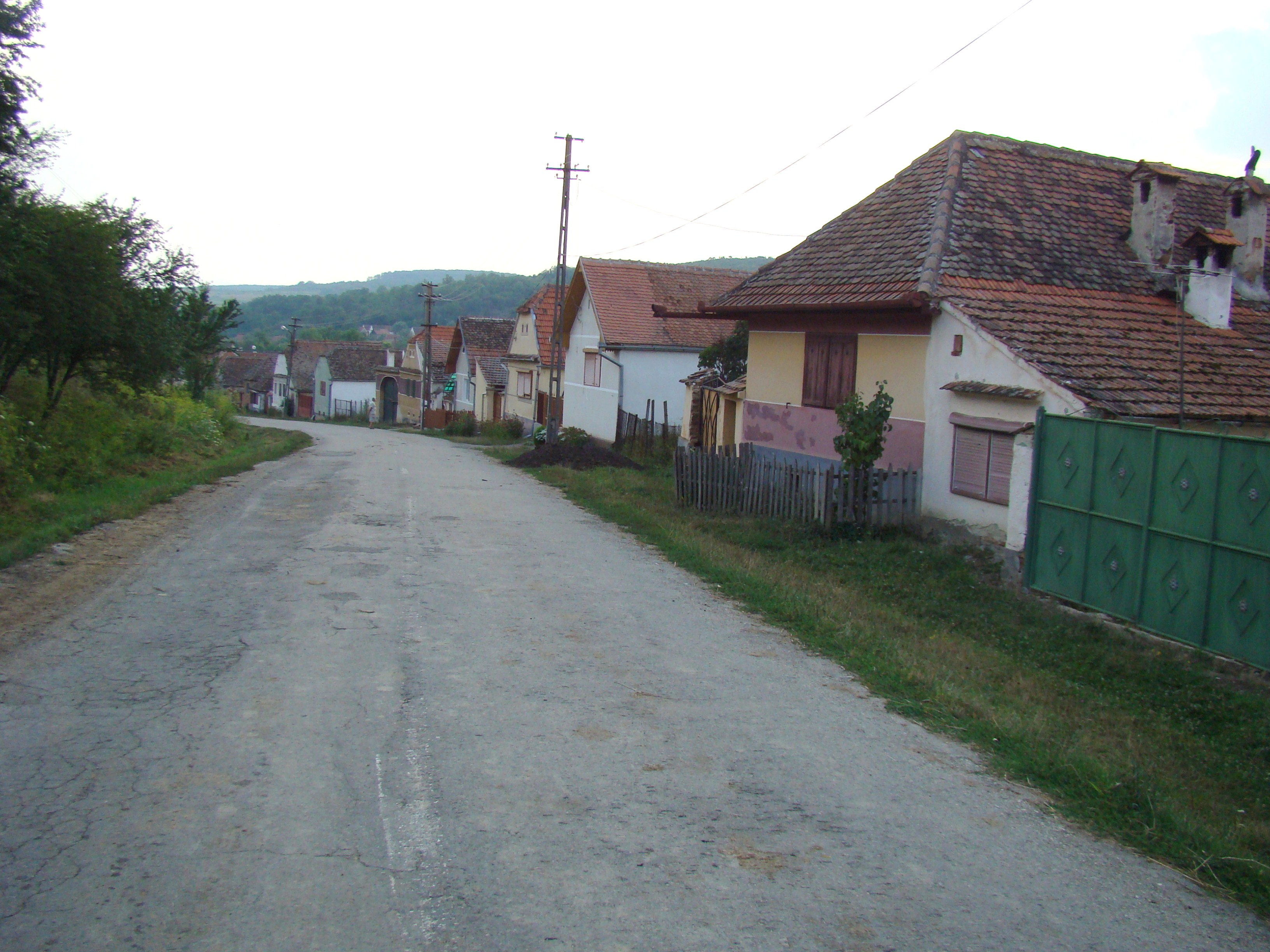
Gusu
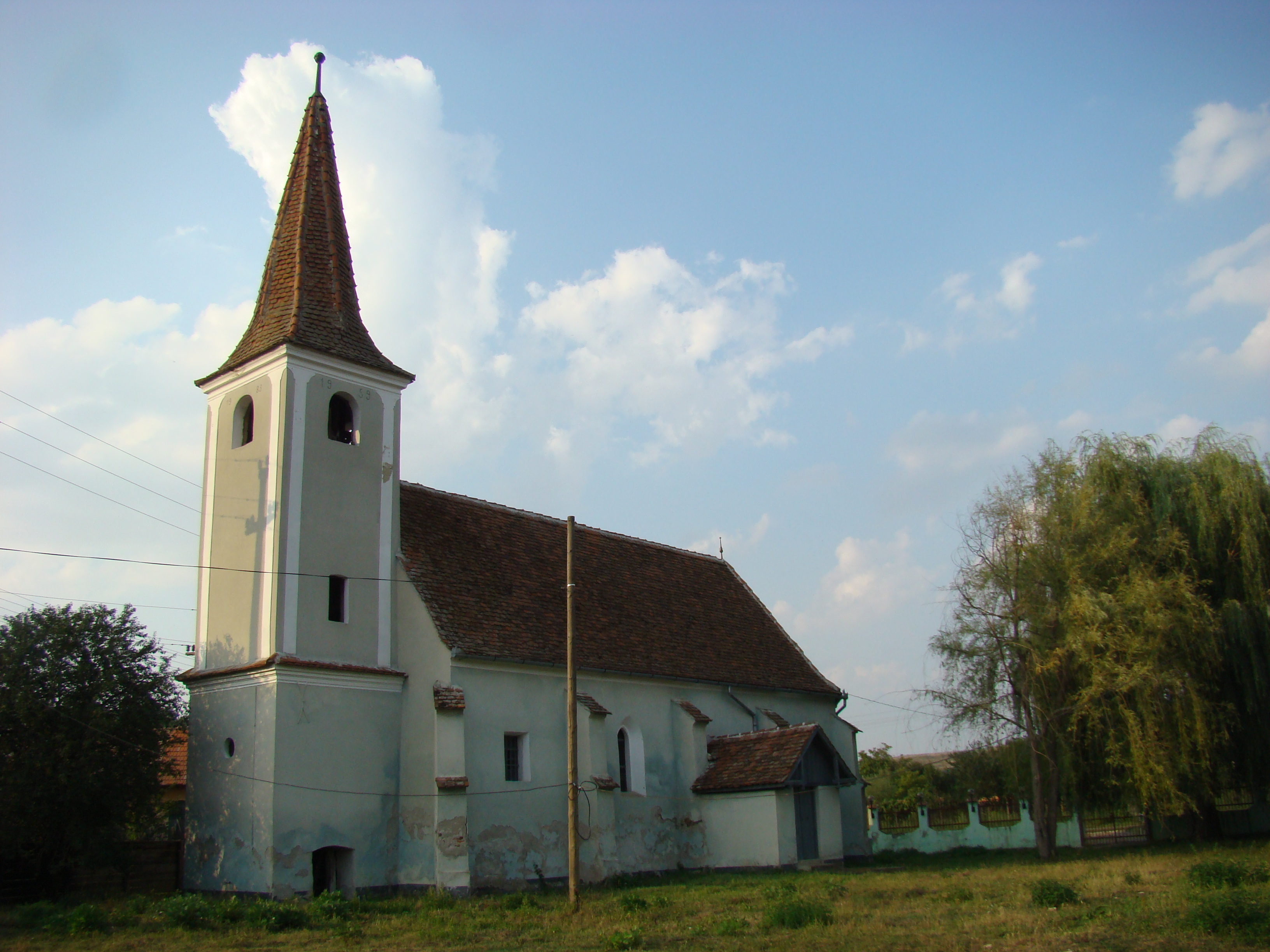
Biserica lutherană din Gusu
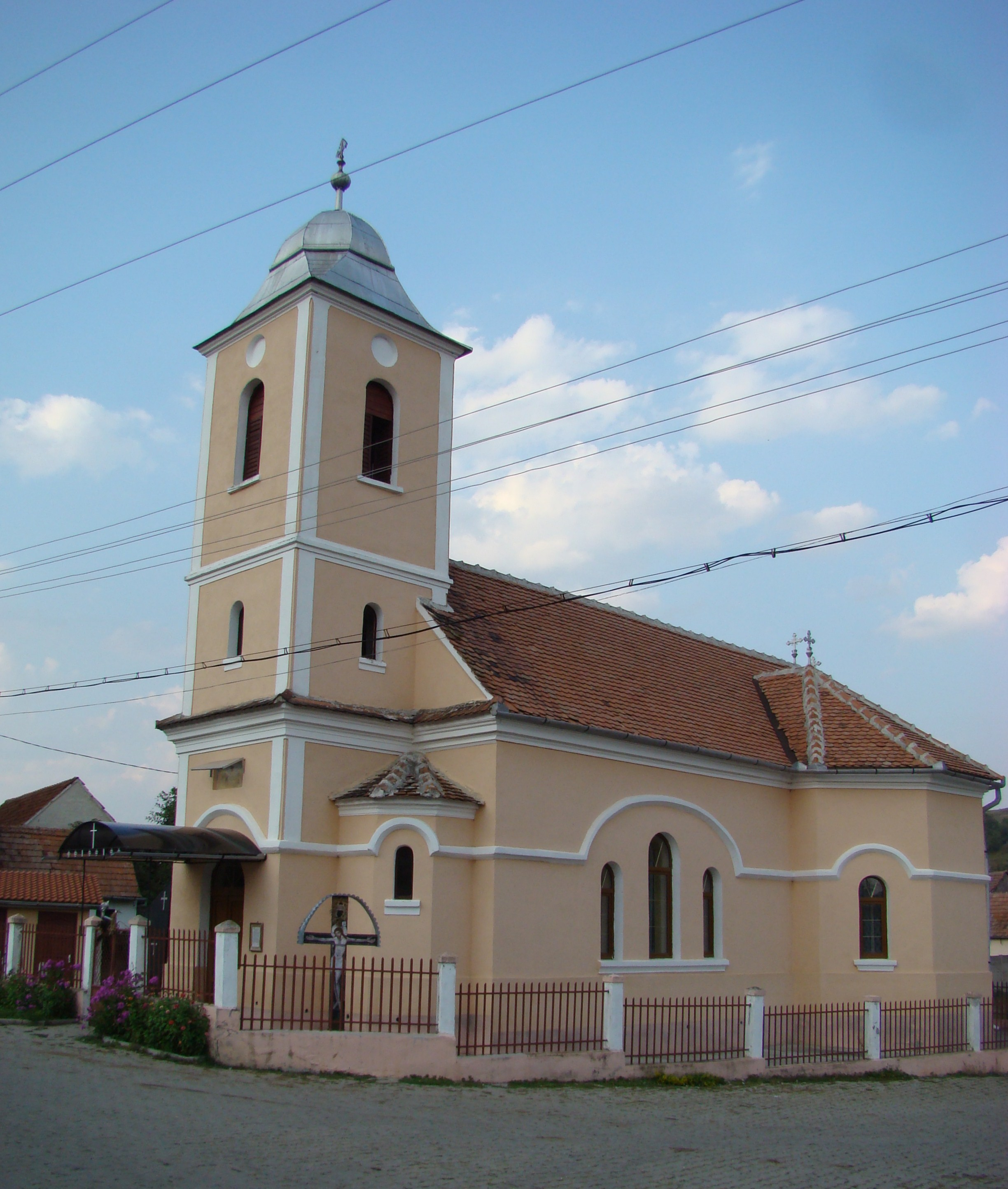
Biserica Înălțarea Domnului din Gusu